# Jorge Barbarin
Pour les articles homonymes, voir Barbarin.
Jorge Barbarin Garriz (Jorge Barbarin), né le 7 mai 1971 à Estella (Communauté forale de Navarre - Espagne), est un footballeur évoluant au poste d'attaquant, désormais entraîneur.

## Carrière en club (matchs/buts)
- 1990-91: CD Izarra (2B)
- 1991-93: Athletic B (2) -- réserve de l'Athletic Bilbao
- 1993-94: CD Izarra (2B), 33/13
- 1994-99: CD Numancia (2B; 2), 136/36
- 1999-01: CD Leganés (2), 55/9
- 2001-02: UE Lleida (2B), 32/9
- 2002-03: Burgos CF (2B)
- 2003-04: Racing de Ferrol (2B), 38/8
- 2004-05: SD Huesca (2B)
- 2005-06: Logroñés CF (2B), 8/0
- 2006-08: CD Izarra (3)

Il existe en Espagne un décalage d'un échelon, qui peut induire en erreur quant au niveau réel des compétitions : si "2" renvoie bien à la Segunda (= Ligue 2 française), 2B (Segunda B) équivaut chez nous au National (3), la Tercera (3) au CFA (Championnat de France Amateurs - 4).

## Biographie
En 18 ans de carrière et moitié moins de clubs parcourus, Jorge n'aura jamais connu les lumières de la Liga (élite ibérique), seulement les divisions inférieures et majoritairement des formations du nord-ouest de la péninsule.
Son heure de gloire survient en 1995 avec un but au Camp Nou, à l'occasion d'un match de Coupe opposant le Barça à son club de Numancia (D3). C'est l'équipe où il restera le plus longtemps, connaissant même une promotion en 2e division.

## Anecdotes
Jorge Barbarin est plus connu dans le monde virtuel que la vraie vie, à travers la saga L'Entraîneur/Championship Manager, particulièrement le 4e volet (saison 2002-03). Dans cette simulation footballistique populaire, le navarrais fait figure de véritable renard des surfaces, en affolant les défenses adverses par un réalisme hors du commun, comme l'attestent ses statistiques: parfois plus de 20 réalisations en 25 rencontres de championnat, soit une moyenne aux alentours de 0,85 but/match. Cela avec les paramètres par défaut, sans modifier les capacités techniques, athlétiques du personnage (chose aisée sur un jeu vidéo !). Surprenant, et en tout cas très éloigné de ses ratios réels de joueur correct, mais pas incontournable.